# Jules Van Dievoet

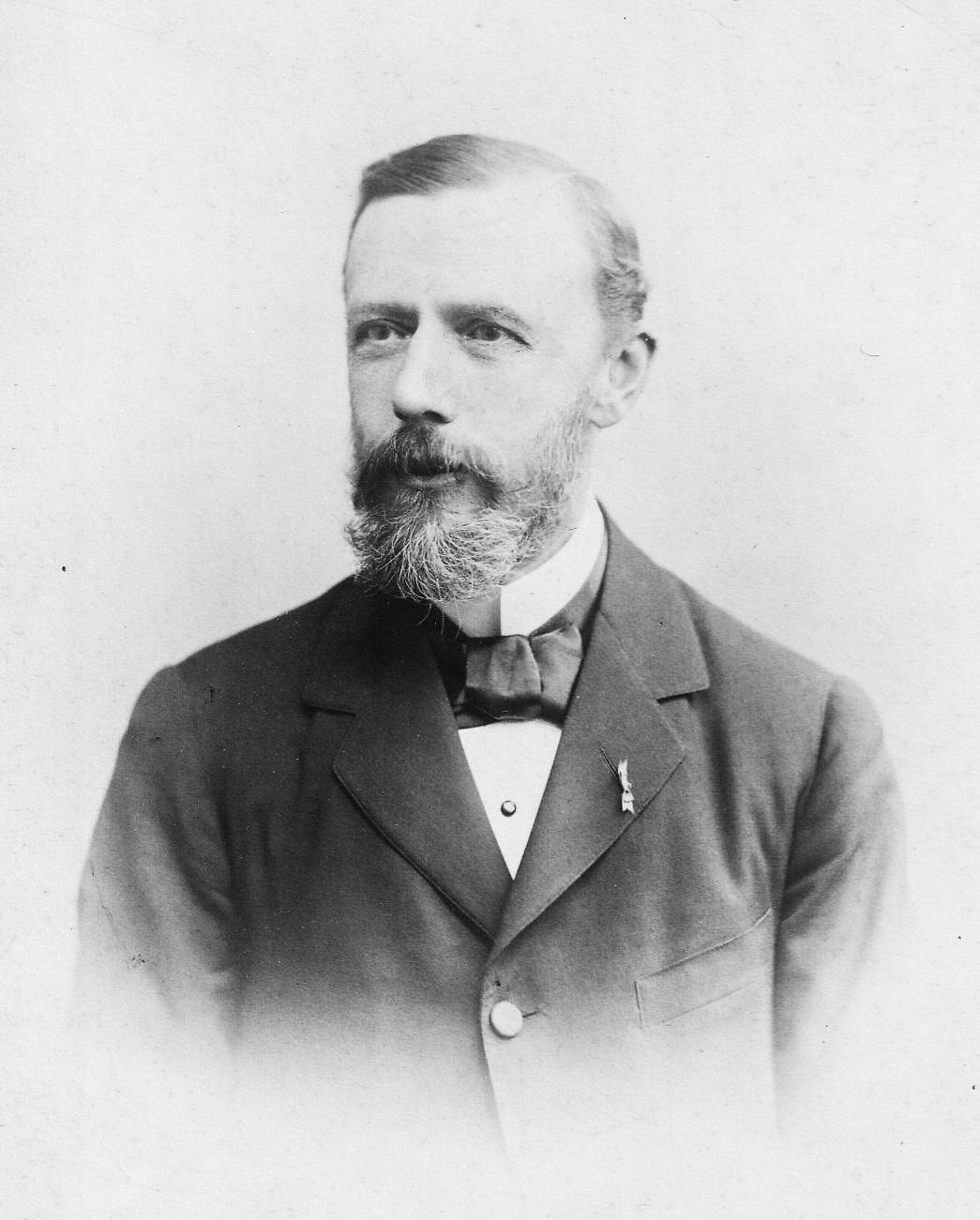
Portret

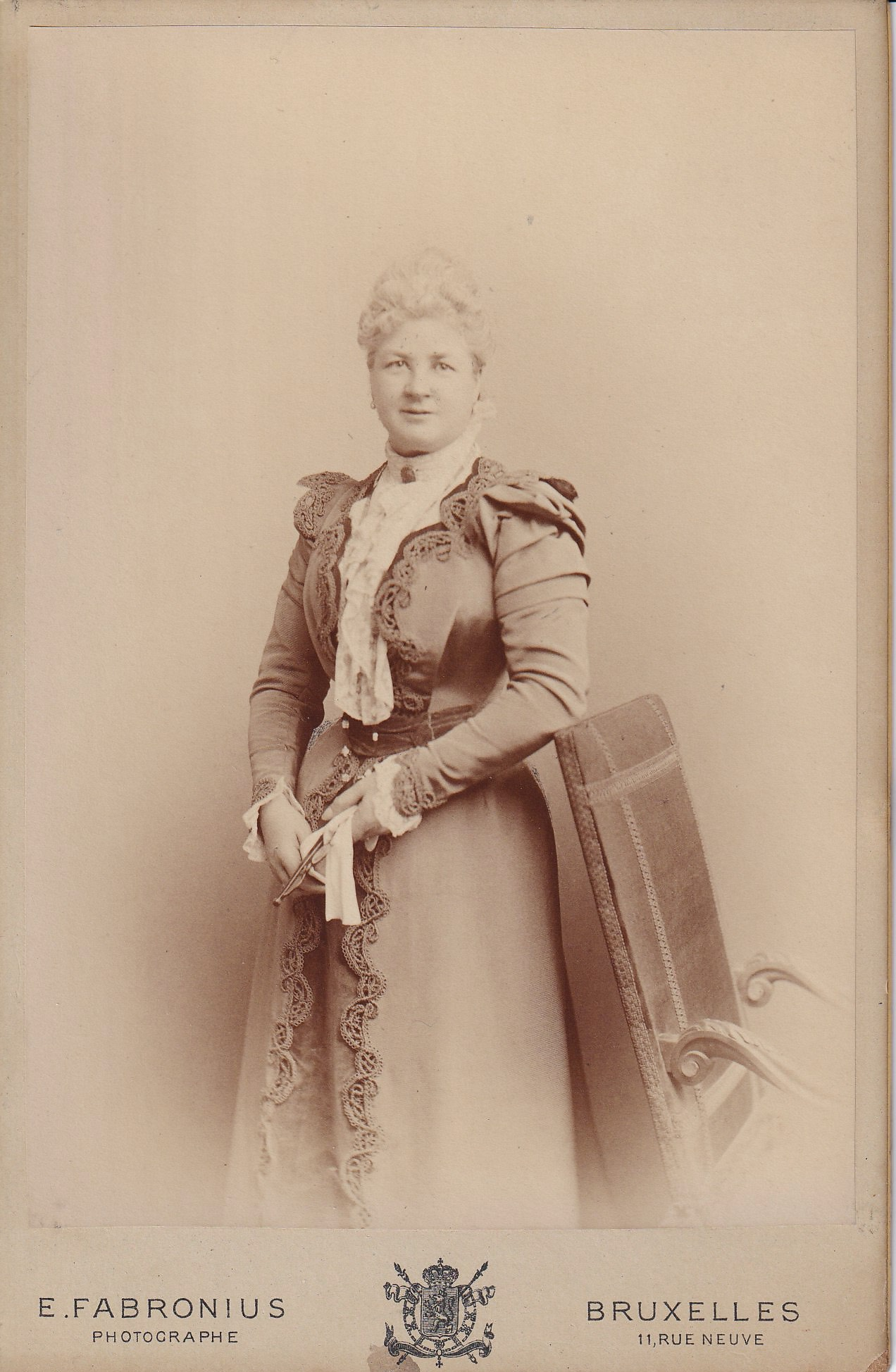
Zijn vrouw, Marguerite Anspach, dochter van Jules Anspach, burgemeester van Brussel

Jules Van Dievoet (Brussel, 7 maart 1844 – aldaar, 25 maart 1917), zoon van August Van Dievoet, was een jurist en advocaat bij het Hof van Cassatie van België. 

## Levensloop
Na een stage bij Louis Leclercq werd Van Dievoet benoemd tot advocaat bij het Hof van Cassatie ter vervanging van Auguste Orts die gestorven was. Van Dievoet was stafhouder van 1900 tot 1902. Onder zijn stagiairs bevonden zich onder anderen Emile Ladeuze en politicus en staatsman Paul Hymans.
Hij was getrouwd met Marguerite Anspach (1852-1934), dochter van Jules Anspach, burgemeester van Brussel. Ze kregen een zoon, Jules Edouard Van Dievoet. Naast hun huis in de stad beschikte het gezin ook over een kasteel in de Ardennen, het Château du Moisnil.

## Zijn zoon Jules Edouard Van Dievoet
Advocaat Jules Van Dievoet was de vader van Jules Edouard Van Dievoet. Hij werd ook een beroemde advocaat van de balie van Brussel, en is geboren op 4 april 1878 in Elsene en op 22 juni 1941 in Brussel gestorven. Hij was ridder in de Leopoldsorde, Gedenkpenning van de oorlog 1914-1918, en Overwinningsmedaille. Hij trouwde op 12 mei 1903 Marguerite Leclercq (1883-1960), dochter van baron Georges Leclercq, advocaat bij het Hof van Cassatie, en van Pauline Van Volxem, dochter van Jules Van Volxem (1822-1893), advocaat en burgemeester van Laken en kleindochter van Guillaume Van Volxem, burgemeester van Brussel.